# Falkenhain (Drahnsdorf)

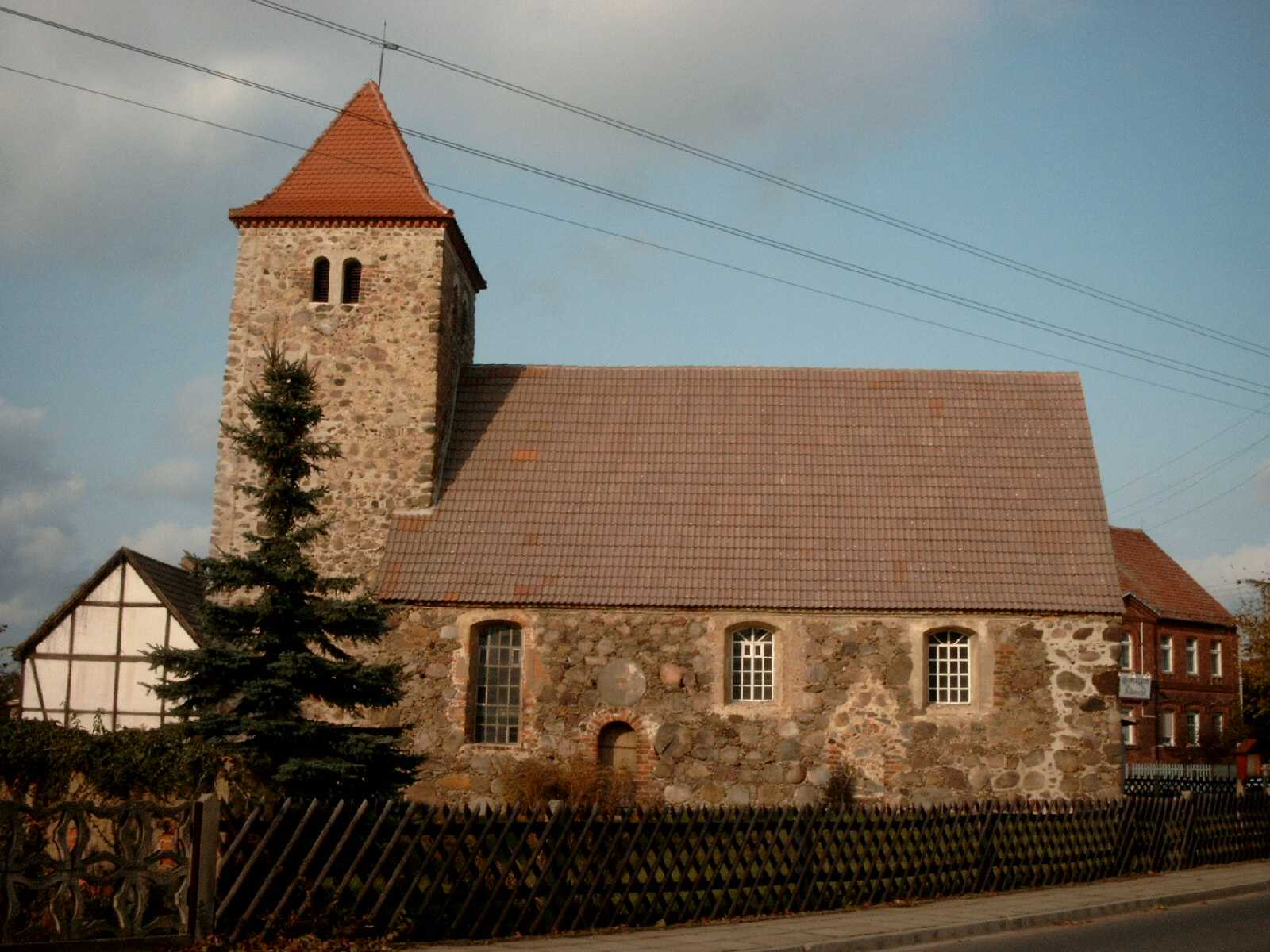
Dorfkirche Falkenhain

Falkenhain (niedersorbisch Sokolnik) ist ein Ortsteil der Gemeinde Drahnsdorf im Landkreis Dahme-Spreewald in Brandenburg. Bis zur Zusammenlegung mit der Gemeinde Drahnsdorf am 31. Dezember 2002 war Falkenhain eine eigenständige Gemeinde, die vom Amt Golßener Land verwaltet wurde.

## Lage
Falkenhain liegt an der Grenze der Niederlausitz zwischen dem Niederen Fläming und dem Lausitzer Heideland. Die Stadt Golßen ist etwa fünf Kilometer entfernt. Umliegende Ortschaften sind die Golßener Gemeindeteile Landwehr im Norden und Sagritz im Osten, der zur Gemeinde Kasel-Golzig gehörende Ortsteil Jetsch im Südosten, Krossen im Süden, Drahnsdorf im Südwesten, Schäcksdorf im Westen sowie der zur Gemeinde Steinreich gehörende Gemeindeteil Hohendorf im Nordwesten.
Die Bahnstrecke Berlin–Dresden verläuft westlich am Dorf vorbei. Östlich von Falkenhain fließt die Dahme.

## Geschichte
Falkenhain wurde im Jahr 1354 als „Falkenhagen“ erstmals urkundlich erwähnt. Bei dem Ortsnamen handelt es sich um einen mittelalterlichen Modenamen, in dem sich die damalige Beliebtheit der Falkenjagd widerspiegelt. Eine weitere Möglichkeit wäre ein heraldischer Name, also ein Falke im Wappen des Ortsgründers.
Während des Dreißigjährigen Krieges wurde Falkenhain komplett zerstört. 1723 gab es im Dorf ein Rittergut, eine Kirche und 20 Feuerstellen.
Nach den Vereinbarungen des Wiener Kongresses kam Falkenhain 1815 an das Königreich Preußen und lag im Landkreis Luckau im Regierungsbezirk Frankfurt. Viele Jahrzehnte gehörte Falkenhain zum adeligen Gutskomplex um Drahnsdorf, Krossen, Jetsch und Schäcksdorf, war aber auch teils ein allodialer Besitz. Nach dem Genealogischen Handbuch des Adels gehörte Gut Falkenhain über zwei Generationen der Familie von Krakewitz, die sich in einen uradeligen Zweig und in einen 1797 bestätigten briefadeligen Zweig darstellt. Die letztgenannte Familienlinie begründete Carl von Krakewitz (1754–1843), verheiratet mit Philippine Schlüsser, Tochter eines Kriegsrats. Krakewitz war Gutsherr auf Falkenhain und königlich preußischer Reisestallmeister a. D. Da sein ältester Sohn, der Diplomat Rudolf von Krakewitz, 1838 bei einem Duell im benachbarten Jetsch starb, erbte der zweite Sohn, Leutnant Hugo von Krakewitz, liiert mit der Offizierstochter Alma von Rabenau-Repten. Ihre älteren Kinder sind alle in Falkenhain geboren, die jüngeren Nachfahren ab 1846 auf anderen Gütern. Vermutlich wurde dann Falkenhain nicht mehr betreut. Wenig später übernahm die pommersche Adelsfamilie von Manteuffel den Besitz Falkenhain und bestimmte Krossen zum Hauptwohnsitz. Namhafteste Vertreter waren die Politiker Otto Theodor von Manteuffel und sein Sohn Otto von Manteuffel. Um 1880 beinhaltete laut dem damals erstmals amtlich publizierten Generaladressbuch der Rittergutsbesitzer für Brandenburg das Rittergut Falkenhain, zeitweilige Schreibform mit Falkenhayn, 383,51 ha. Davon waren 83,00 ha Waldbesitz.
In den letzten Jahren vor der großen Wirtschaftskrise 1929 war das Forstgut Falkenhain mit Schäcksdorf in bürgerlicher Hand. Es gehörte dem Regierungsrat und Hauptmann a. D. Heinrich Roever mit Wohnsitz befand sich in Dresden. Verwalter vor Ort war der Förster P. Wegner. Von den 376 ha Gesamtbesitz waren 300 ha Wald. Im Ort gab es zeitgleich den 33 ha Hof der Familie Reinhold Golze und das 61 ha Gut des Otto Kretschmann. 
Am 25. Juli 1952 wurde die Gemeinde dem neu gebildeten Kreis Luckau im Bezirk Cottbus zugeordnet. Am 25. August 1966 wurde die Nachbargemeinde Schäcksdorf nach Falkenhain eingemeindet. Nach der Wende lag Falkenhain zunächst im Landkreis Luckau in Brandenburg und wurde nach der brandenburgischen Kreisreform vom 6. Dezember 1993 dem neu gebildeten Landkreis Dahme-Spreewald zugeordnet. Am 31. Dezember 2002 wurde Falkenhain nach Drahnsdorf eingemeindet.
Am 30. August 1992 wurde Falkenhain dem Amt Golßener Land angeschlossen. Dieses fusionierte zum 1. Januar 2013 mit dem Amt Unterspreewald. Infolgedessen wurde das Amt Golßener Land aufgelöst und die Dörfer in das neu gebildete Amt Unterspreewald umgegliedert.

## Bevölkerungsentwicklung
| Jahr | Einwohner |
| ---- | --------- |
| 1875 | 251       |
| 1890 | 265       |
| 1910 | 219       |
| 1925 | 213       |
| 1933 | 181       |
| 1939 | 183       |
| 1946 | 440       |
| 1950 | 353       |
| 1964 | 251       |
| 1971 | 293       |
| 1981 | 227       |
| 1985 | 211       |
| 1989 | 220       |
| 1995 | 249       |
| 2001 | 240       |

## Nachweise
1. ↑  Amt Unterspreewald – Einwohnermeldeamt (Hrsg.): Einwohnerzahlen des gesamten Amtes Unterspreewald (mit Gemeinden und Orts-/Gemeindeteilen) zum Stand 01.01.2017. Schönwalde 27. Juli 2017 (Kontaktdaten [abgerufen am 13. Oktober 2017]).
2. ↑  Sorbischer Name: Sokolnik (früher Kreis Luckau)
  → Arnošt Muka: Niedersorbische Namen der Städte und Dörfer; 1911–1928, Sorbisches Institut.
  → Arnošt Muka: Bausteine zur Heimatkunde des Luckauer Kreises. Kreisausschuss, Luckau 1918.
3. ↑  Reinhard E. Fischer: Die Ortsnamen der Länder Brandenburg und Berlin: Alter – Herkunft – Bedeutung. be.bra Wissenschaft, 2005, S. 53.
4. ↑  Gemeinde Drahnsdorf, OT Falkenhain. In: unterspreewald.de. Amt Unterspreewald, archiviert vom Original (nicht mehr online verfügbar) am 14. Oktober 2017; abgerufen am 13. Oktober 2017.  Info: Der Archivlink wurde automatisch eingesetzt und noch nicht geprüft. Bitte prüfe Original- und Archivlink gemäß Anleitung und entferne dann diesen Hinweis.
5. ↑  Walter von Hueck, Klaus Freiherr von Andrian-Werburg, Friedrich Wilhelm Euler: Genealogisches Handbuch der Adeligen Häuser / B (Briefadel). 1990. In: Deutsches Adelsarchiv (Hrsg.): GHdA, von 1951 bis 2014 erschienen. Band XIX, Nr. 99. C. A. Starke, 1990, ISBN 978-3-7980-0700-0, ISSN 0435-2408, S. 254–257 (978-3-7980-0700-0 [abgerufen am 30. April 2022]).
6. ↑  P. Ellerholz, H. Lodemann, H. von Wedell: General-Adressbuch der Ritterguts- und Gutsbesitzer im Deutschen Reiche. 1. Band: Das Königreich Preussen, Lfg. 1: Die Provinz Brandenburg. Nicolaische Verlags-Buchhandlung R. Stricker, Berlin 1879, S. 120–121, doi:10.18452/377 (hu-berlin.de [abgerufen am 30. April 2022]).
7. ↑  Ernst Seyfert, Hans Wehner: Landwirtschaftliche Güter-Adreßbücher, Provinz Brandenburg, 1929. Hrsg.: Niekammer. 4. Auflage. VII der Reihe Niekammer. Niekammer Adressbuch GmbH, Leipzig 1929, S. 250 (martin-opitz-bibliothek.de [abgerufen am 14. Juli 2021]).
8. ↑  Falkenhain im Geschichtlichen Ortsverzeichnis. Abgerufen am 13. Oktober 2017.
9. ↑  Historisches Gemeindeverzeichnis des Landes Brandenburg 1875 bis 2005. (PDF; 331 kB) Landkreis Dahme-Spreewald. Landesbetrieb für Datenverarbeitung und Statistik Land Brandenburg, Dezember 2006, abgerufen am 13. Oktober 2017.